# Efficacité lumineuse d'une source
Pour les articles homonymes, voir Efficacité lumineuse et Rendement.
L'efficacité lumineuse d'une source est le rapport entre le flux lumineux émis par cette source lumineuse et la puissance absorbée par la source,. Elle s'exprime en lumens par watt (lm/W) dans le Système international d'unités.
Si l'on note P la puissance reçue par la source, le plus souvent sous forme électrique, et {\displaystyle \Phi _{\mathrm {v} }} le flux lumineux émis, alors L'efficacité lumineuse d'une source {\displaystyle \eta _{\mathrm {v} }} vaut par définition : 
Elle donne une information sur les performances d'une source lumineuse. Les fabricants indiquent couramment sa valeur parmi les données techniques des lampes. Certains auteurs, utilisent aussi le terme de rendement lumineux pour désigner cette efficacité.

## Contributions à l'efficacité lumineuse
L'efficacité lumineuse d'une source possède en général deux contributions principales :
- le rendement énergétique de la source, noté {\displaystyle \rho }. Il exprime le fait que toute la puissance reçue n'est pas convertie en rayonnement, mais qu'une partie est perdue en chaleur (conduction et convection) :

{\displaystyle \rho ={\frac {\Phi _{\mathrm {e} }}{P}}}
où {\displaystyle \Phi _{\mathrm {e} }} est le flux énergétique émis. Rapport de deux puissances, il s'agit d'une grandeur sans dimension ;
- l'efficacité lumineuse du rayonnement, notée {\displaystyle K}. Elle exprime le fait qu'une partie seulement du rayonnement est perçue sous forme de flux lumineux, le reste étant une nouvelle perte sous forme de rayonnement invisible pour l'œil :

{\displaystyle K={\frac {\Phi _{\mathrm {v} }}{\Phi _{\mathrm {e} }}}}
où {\displaystyle \Phi _{\mathrm {v} }} est le flux lumineux émis. Lorsque la source n'est pas monochromatique mais que sa longueur d'onde appartient à un domaine étendu, le flux énergétique vaut : 
{\displaystyle \Phi _{\mathrm {e} }=\int _{0}^{\infty }\Phi _{\mathrm {e} ,\lambda }(\lambda )\,\mathrm {d} \lambda }
où {\displaystyle \Phi _{\mathrm {e} ,\lambda }(\lambda )} est la densité spectrale de flux énergétique. Le flux lumineux vaut lui, selon la loi d'Abney : 
{\displaystyle \Phi _{\mathrm {v} }=\int _{0}^{\infty }\Phi _{\mathrm {v} ,\lambda }(\lambda )\,\mathrm {d} \lambda =K_{\mathrm {m} }\int _{0}^{\infty }\Phi _{\mathrm {e} ,\lambda }(\lambda )V(\lambda )\,\mathrm {d} \lambda }
où {\displaystyle V(\lambda )} est la fonction sans dimension d'efficacité lumineuse spectrale exprimant la sensibilité de l'œil humain aux différentes longueurs d'onde, par rapport au maximum, {\displaystyle K_{\mathrm {m} }}, qui vaut environ 683 lm/W en vision photopique.
Globalement, l'efficacité lumineuse d'une source est le produit de ces deux contributions : {\displaystyle \eta _{\mathrm {v} }=\rho \cdot K}.

## Comparaison de différentes sources
Les valeurs de l'efficacité lumineuse des sources varient considérablement en fonction de la technologie, de la puissance et de la couleur de la lumière.
| Catégorie                          | Type                                    | lm/W      |
| ---------------------------------- | --------------------------------------- | --------- |
| Lampes à incandescence             | Lampe halogène 20 W (2700 K)            | ≈ 12      |
| Lampes à incandescence             | Lampe halogène 116 W (2800 K)           | ≈ 18      |
| Lampes à incandescence             | Lampe halogène 400 W (2900 K)           | ≈ 22      |
| Lampes à incandescence             | Lampe halogène 2000 W (3200 K)          | ≈ 26      |
| Lampes fluorescentes               | Tube fluorescent                        | 60 à 114, |
| Lampes fluorescentes               | Lampe fluocompacte                      | 55 à 70,  |
| Lampes à arc et à décharge         | Lampe au xénon                          | 13 à 47   |
| Lampes à arc et à décharge         | Lampe à vapeur de sodium haute pression | 81 à 150, |
| Lampes à arc et à décharge         | Lampe à vapeur de sodium basse pression | 167 à 206 |
| Lampes à arc et à décharge         | Lampe aux halogénures métalliques       | 70 à 100  |
| Lampes à diode électroluminescente | LED blanche                             | 80 à 200, |
| Lampes à diode électroluminescente | LED blanche (2014) (5 100 K)            | ≈ 300     |